# Deaf Records
Deaf Records – szwedzka wytwórnia płytowa będąca własnością Peaceville Records. Zajmuje się wydawaniem płyt heavymetalowych.

## Zespoły
- Accidental Suicide
- Agathocles
- At the Gates
- Banished
- Drudge
- Impaler
- Isengard
- Morta Skuld
- Pitchshifter
- Prophecy of Doom
- Therion